# Алтероза
Алтероза (порт. Alterosa) — муниципалитет в Бразилии, входит в штат Минас-Жерайс. Составная часть мезорегиона Юг и юго-запад штата Минас-Жерайс. Входит в экономико-статистический микрорегион Алфенас. Население составляет 14 517 человека на 2020 год. Занимает площадь 366,101 км². Плотность населения — 38,2 чел./км².
Праздник города — 17 декабря.

## История
Город основан 17 декабря 1938 года. 

## Статистика
- Валовой внутренний продукт на 2003 год составляет 47 220 413,00 реалов (данные: Бразильский институт географии и статистики).
- Валовой внутренний продукт на душу населения на 2003 год составляет 3492,38 реалов (данные: Бразильский институт географии и статистики).
- Индекс развития человеческого потенциала на 2000 год составляет 0,736 (данные: Программа развития ООН).